# Amphoe Ban Pong

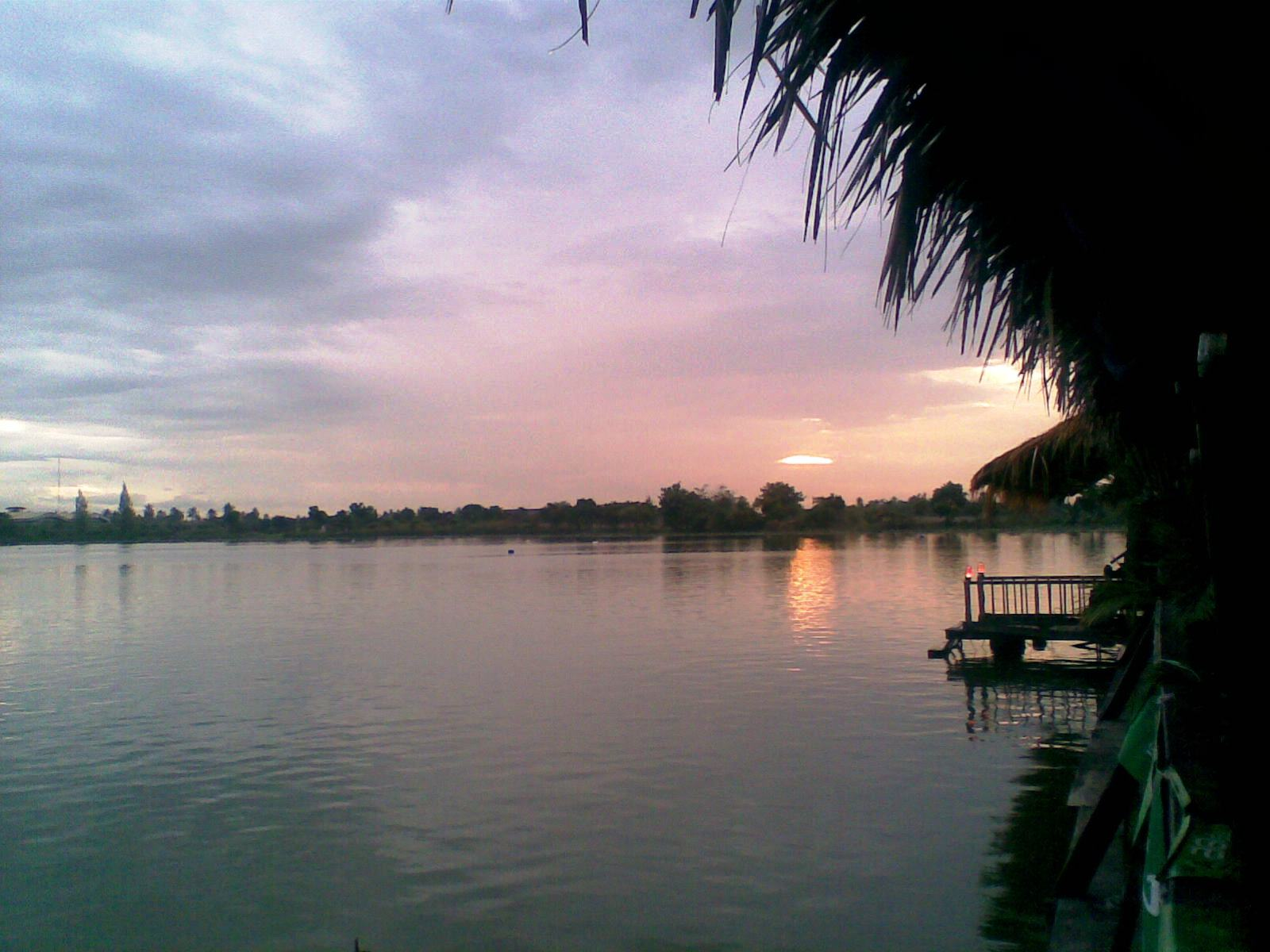
Seeufer in Nong Kop, Amphoe Ban Pong

Amphoe Ban Pong (Thai: อำเภอบ้านโป่ง) ist ein Landkreis (Amphoe – Verwaltungs-Distrikt) der Provinz Ratchaburi. Die Provinz Ratchaburi liegt in der Zentralregion von Thailand.

## Geographie
Der Landkreis liegt im Nordosten der Provinz.
Benachbarte Landkreise (von Norden im Uhrzeigersinn) die Amphoe Tha Muang und Tha Maka in der Provinz Kanchanaburi, die Amphoe Kamphaeng Saen und Mueang Nakhon Pathom in der Provinz Nakhon Pathom sowie Amphoe Photharam in der Provinz Ratchaburi.

## Verkehr
In Ban Pong befindet sich eine Abzweigung der „Südlichen Eisenbahnlinie“ der State Railway of Thailand (SRT), welche von Bangkok über Nakhon Pathom bis hinunter nach Singapur führt. Die Abzweigung befindet sich einige Kilometer nördlich der Stadt Ban Pong am Bahnhof Nong Pladuk Junction, sie führt nach Nordwesten über „die Brücke am Kwai“ in Kanchanaburi meistenteils entlang des Maenam Kwae Noi bis nach Nam Tok. Eine weitere Abzweigung führt nach Norden und verbindet mit einem Zug pro Tag Suphanburi mit Bangkok.
Während des Baus der so genannten Todeseisenbahn im Zweiten Weltkrieg durch die Japaner gab es in Ban Pong ein Lager der Kriegsgefangenen.

## Sehenswürdigkeiten

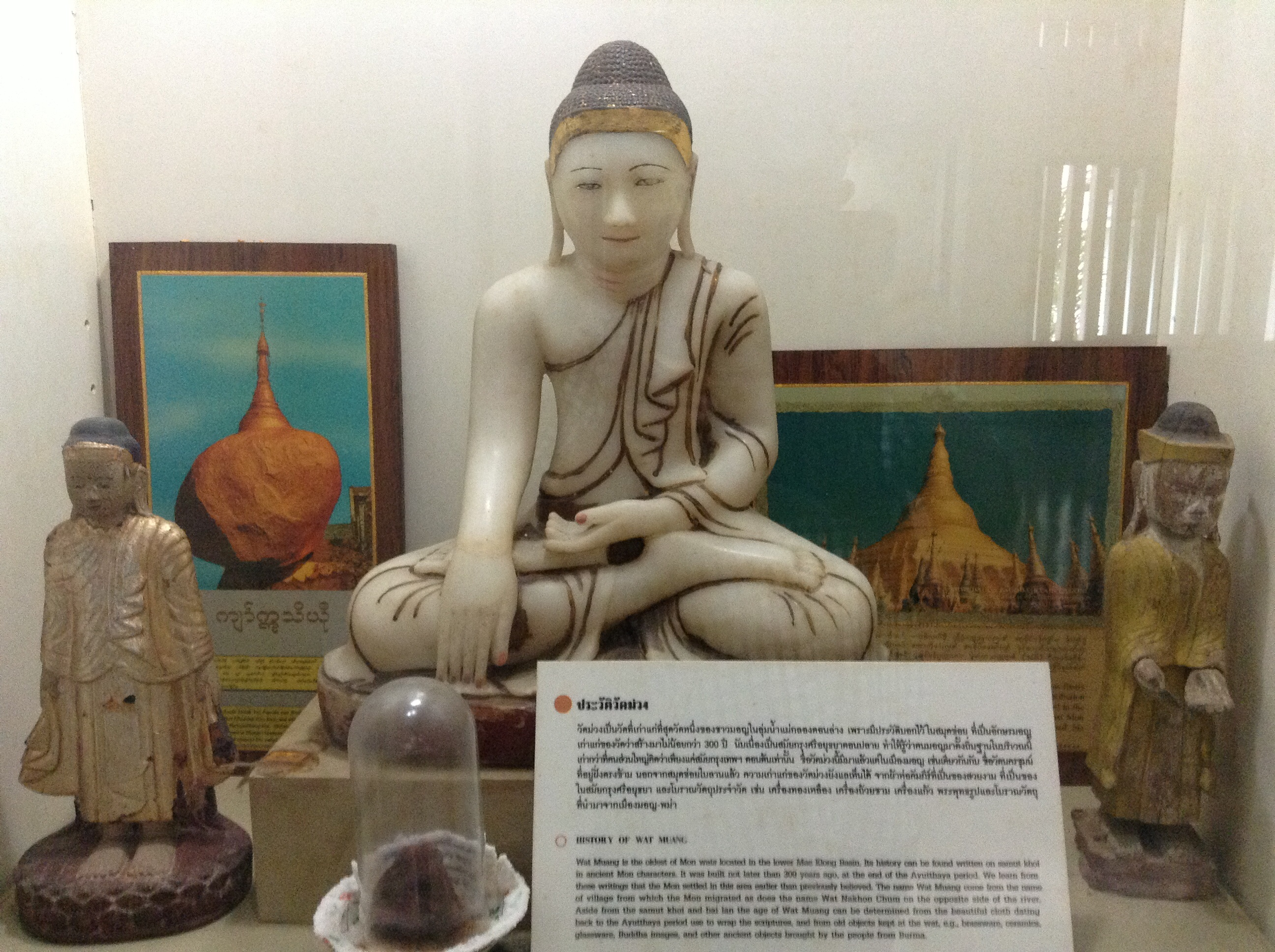
Buddhafigur im Stil der Mon, Wat Muang

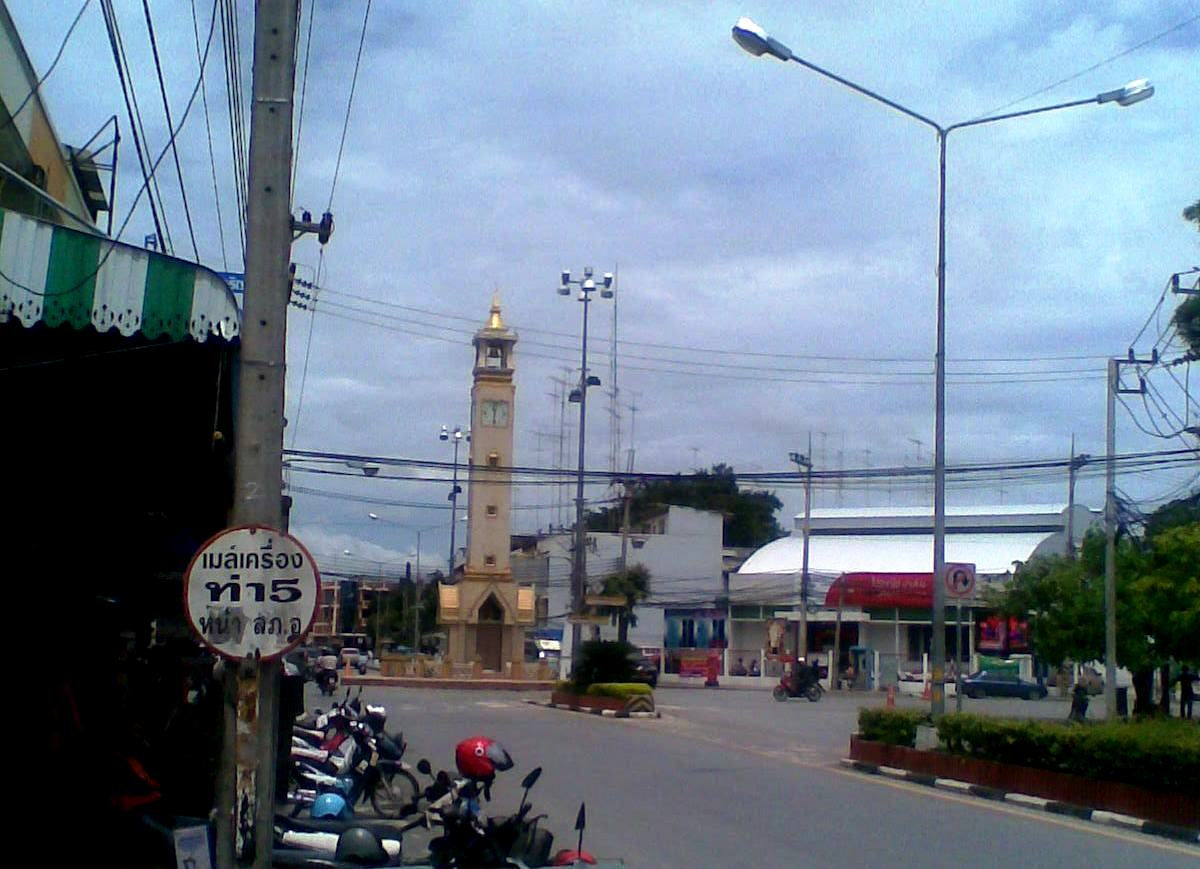
Uhrenturm und Platz vor dem Postamt von Ban Pong

Westlich der Stadt Ban Pong liegt Wat Muang, ein buddhistischer Tempel (Wat), welcher das Zentrum der lokalen Gruppe der Mon darstellt. Im Tempel befindet sich das „Mon Folk Museum“, welches im Jahre 1992 eröffnet wurde, um die Lebensart der Mon zu bewahren. Ebenfalls auf dem Tempelgelände befindet sich das Mon Study Centre, welches sich mit der Geschichte, der Sprache und der Schrift der Volksgruppe der Mon beschäftigt (siehe dazu: Weblinks).
Der Schriftsteller Nai Mi, ein Zeitgenosse von Sunthorn Phu aus dem frühen 19. Jahrhundert, erwähnt in einem Nirat über seine Reise zum berühmten Tempel Wat Phra Thaen Dong Rang die kleine Ortschaft Ban Pong.

## Verwaltung

### Provinzverwaltung
Der Landkreis Ban Pong ist in 15 Tambon („Unterbezirke“ oder „Gemeinden“) eingeteilt, die sich weiter in 182 Muban („Dörfer“) unterteilen.
| Nr.  | Name          | Thai       | Muban | Einw.  |
| ---- | ------------- | ---------- | ----- | ------ |
| 01.  | Ban Pong      | บ้านโป่ง     | -     | 17.790 |
| 02.  | Tha Pha       | ท่าผา       | 20    | 18.179 |
| 03.  | Krap Yai      | กรับใหญ่     | 10    | 14.553 |
| 04.  | Pak Raet      | ปากแรต     | 13    | 16.143 |
| 05.  | Nong Kop      | หนองกบ     | 15    | 11.550 |
| 06.  | Nong O        | หนองอ้อ     | 15    | 15.390 |
| 07.  | Don Krabueang | ดอนกระเบื้อง | 09    | 05.766 |
| 08.  | Suan Kluai    | สวนกล้วย    | 13    | 12.728 |
| 09.  | Nakhon Chum   | นครชุมน์     | 12    | 06.326 |
| 010. | Ban Muang     | บ้านม่วง     | 08    | 03.757 |
| 011. | Khung Phayom  | คุ้งพยอม     | 14    | 07.232 |
| 012. | Nong Pla Mo   | หนองปลาหมอ | 16    | 07.293 |
| 013. | Khao Khlung   | เขาขลุง     | 18    | 12.988 |
| 014. | Boek Phrai    | เบิกไพร     | 12    | 15.451 |
| 015. | Lat Bua Khao  | ลาดบัวขาว   | 07    | 06.657 |

### Lokalverwaltung
Es gibt zwei Kommunen mit „Stadt“-Status (Thesaban Mueang) im Landkreis:
- Ban Pong (Thai: เทศบาลเมืองบ้านโป่ง) bestehend aus dem kompletten Tambon Ban Pong.
- Tha Pha (Thai: เทศบาลเมืองท่าผา) bestehend aus dem kompletten Tambon Tha Pha und Teilen des Tambon Pak Raet.

Es gibt vier Kommunen mit „Kleinstadt“-Status (Thesaban Tambon) im Landkreis:
- Krachap (Thai: เทศบาลตำบลกระจับ) bestehend aus den Teilen der Tambon Nong O, Don Krabueang.
- Huai Krabok (Thai: เทศบาลตำบลห้วยกระบอก) bestehend aus Teilen des Tambon Krap Yai.
- Krap Yai (Thai: เทศบาลตำบลกรับใหญ่) bestehend aus Teilen des Tambon Krap Yai.
- Boek Phrai (Thai: เทศบาลตำบลเบิกไพร) bestehend aus dem kompletten Tambon Boek Phrai.

Außerdem gibt es elf „Tambon-Verwaltungsorganisationen“ (องค์การบริหารส่วนตำบล – Tambon Administrative Organizations, TAO)
- Pak Raet (Thai: องค์การบริหารส่วนตำบลปากแรต) bestehend aus Teilen des Tambon Pak Raet.
- Nong Kop (Thai: องค์การบริหารส่วนตำบลหนองกบ) bestehend aus dem kompletten Tambon Nong Kop.
- Nong O (Thai: องค์การบริหารส่วนตำบลหนองอ้อ) bestehend aus Teilen des Tambon Nong O.
- Don Krabueang (Thai: องค์การบริหารส่วนตำบลดอนกระเบื้อง) bestehend aus Teilen des Tambon Don Krabueang.
- Suan Kluai (Thai: องค์การบริหารส่วนตำบลสวนกล้วย) bestehend aus dem kompletten Tambon Suan Kluai.
- Nakhon Chum (Thai: องค์การบริหารส่วนตำบลนครชุมน์) bestehend aus dem kompletten Tambon Nakhon Chum.
- Ban Muang (Thai: องค์การบริหารส่วนตำบลบ้านม่วง) bestehend aus dem kompletten Tambon Ban Muang.
- Khung Phayom (Thai: องค์การบริหารส่วนตำบลคุ้งพยอม) bestehend aus dem kompletten Tambon Khung Phayom.
- Nong Pla Mo (Thai: องค์การบริหารส่วนตำบลหนองปลาหมอ) bestehend aus dem kompletten Tambon Nong Pla Mo.
- Khao Khlung (Thai: องค์การบริหารส่วนตำบลเขาขลุง) bestehend aus dem kompletten Tambon Khao Khlung.
- Lat Bua Khao (Thai: องค์การบริหารส่วนตำบลลาดบัวขาว) bestehend aus dem kompletten Tambon Lat Bua Khao.